# 6127 Hetherington
6127 Hetherington è un asteroide della fascia principale. Scoperto nel 1989, presenta un'orbita caratterizzata da un semiasse maggiore pari a 2,6042654 UA e da un'eccentricità di 0,1495226, inclinata di 13,83557° rispetto all'eclittica.